# Bayet
Bayet település Franciaországban, Allier megyében. Lakosainak száma 673 fő (2022. január 1.). Bayet Barberier, Broût-Vernet, Chareil-Cintrat, Étroussat, Loriges, Saint-Didier-la-Forêt és Saint-Pourçain-sur-Sioule községekkel határos.

## Népesség
A település népességének változása:
| Lakosok száma | 607  | 528  | 556  | 663  | 694  | 707  | 698  | 685  | 680  | 673  |
|               | 1968 | 1982 | 1990 | 2006 | 2013 | 2015 | 2017 | 2019 | 2020 | 2022 |